# Polska Lubelska

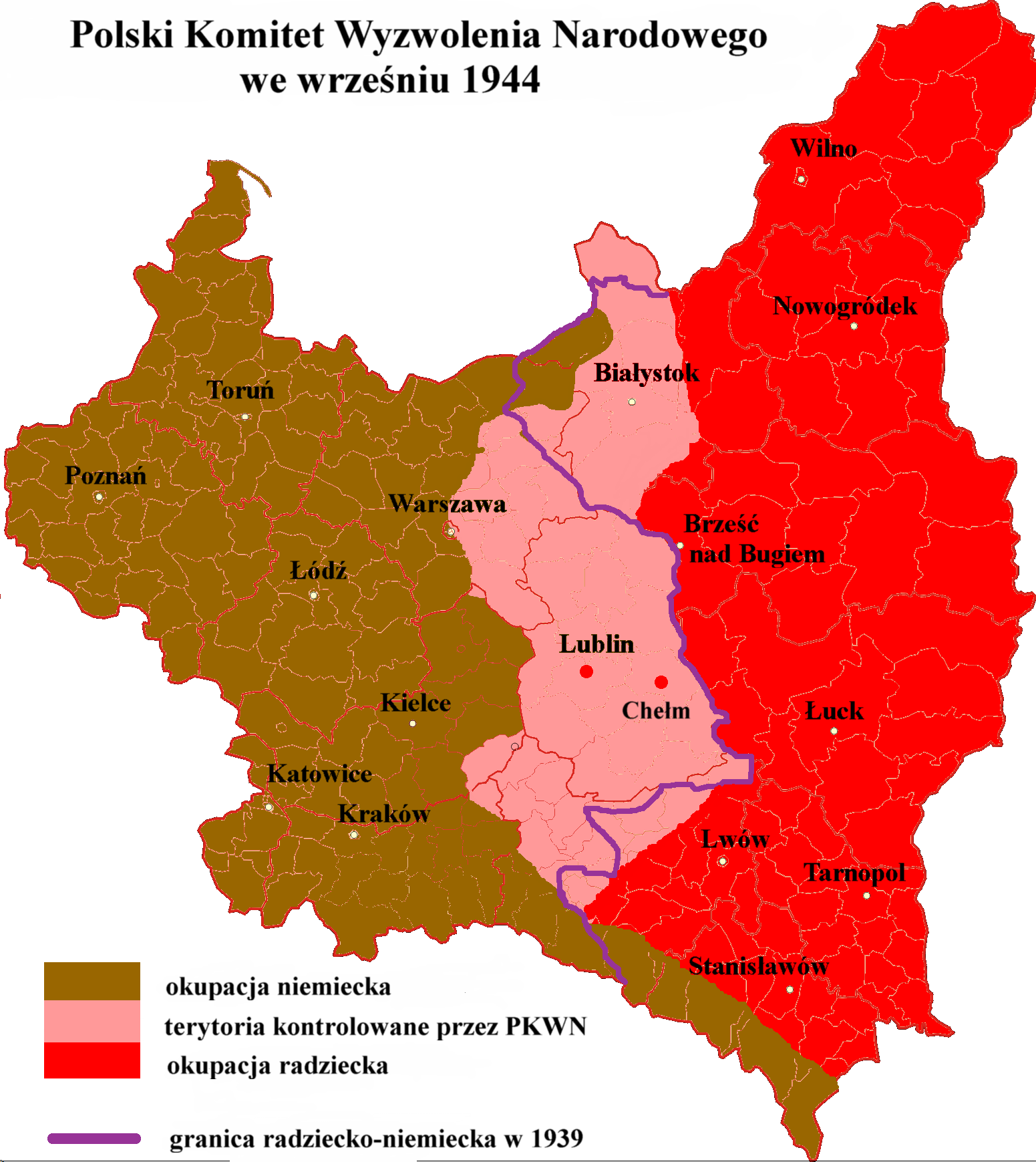
Obszar Polski Lubelskiej (zaznaczony na różowo)

Polska Lubelska – termin pojawiający się w depeszach dziennikarskich i wypowiedziach polityków na określenie części terytorium Polski zajętego w 1944 roku w wyniku lipcowo-sierpniowej ofensywy Armii Czerwonej i jednostek I Armii Wojska Polskiego. Zajęty przez Armię Czerwoną został obszar o powierzchni 78 tysięcy km², w tym całe województwo lubelskie, zachodnia część białostockiego, zachodnia część lwowskiego, część województwa kieleckiego i warszawskiego. Liczba mieszkańców wynosiła około 5,6 mln. Terytorium to było formalnie zarządzane przez Polski Komitet Wyzwolenia Narodowego i jego organy terenowe.
Okres istnienia Polski Lubelskiej otwiera uchwała Krajowej Rady Narodowej z 21 lipca 1944 r. powołująca do życia Polski Komitet Wyzwolenia Narodowego, zamyka zaś postanowienie KRN z 1 lutego 1945 r. o przeniesieniu najwyższych organów władzy państwowej – Prezydium KRN i Rządu Tymczasowego Rzeczypospolitej Polskiej – do Warszawy. Początek i koniec historii Polski Lubelskiej bywają jednak definiowane inaczej, np. jako okres rządów PKWN lub jako moment od powołania PKWN do czasu utworzenia Rządu Tymczasowego oraz początku ofensywy zimowej.

## Zobacz również
- Polska Ludowa
- Polska Rzeczpospolita Ludowa
- Polski Komitet Wyzwolenia Narodowego
- Rząd Tymczasowy Rzeczypospolitej Polskiej